# Kaiser Franz Joseph-Orientbahn
Die k.k. privilegierte Kaiser Franz Joseph-Orientbahn (KFJOB), ungarisch csász. kir. szab. Ferenc József császár Keleti vasút, war ein Eisenbahnunternehmen in Österreich, dessen Strecken mehrheitlich im heutigen Ungarn lagen.

## Geschichte
Am 8. Oktober 1856 wurde die Konzession für die KFJOB an eine Gruppe ungarischer Großgrundbesitzer erteilt.
Die KFJOB sollte folgende Strecken umfassen:
- Wien – Ödenburg – Kanizsa – Essegg
- Neu-Szöny (heute Teil von Komorn) – Stuhlweißenburg – Essegg, evtl. mit einer Zweigbahn nach Fünfkirchen
- Buda (Ofen) – Kanizsa – Pöltschach (Anschluss an die Südbahn)
- Essegg – Semlin

Zum Direktor der Gesellschaft wurde Carl Etzel ernannt.
Ende 1857 begann der Bau bei Pettau.
Am 10. November 1858 fusionierte die KFJOB mit der Südbahngesellschaft, wodurch in der Folge die zu errichtenden Strecken auf
- Marburg (bzw. Pragerhof) – Buda,
- Kanizsa – Stuhlweißenburg – Neu-Szöny (heute Teil von Komorn) und
- Ödenburg – Kanizsa

beschränkt wurden.

## Lokomotiven
| - Baulokomotiven - „FÜRED“ bis „SZT. MIHÁLY“ | - „PRAGERHOF“ bis „DRAU“ | - Namenlose Güterzugloks | - „VESZPRÉM“ bis „PROMONTOR“ |